# Eleanor Maccoby
Eleanor Emmons Maccoby (* 15. Mai 1917 in Tacoma, Washington, USA; † 11. Dezember 2018 in Palo Alto, Kalifornien) war eine amerikanische Psychologin, die für ihre Forschungs- und wissenschaftlichen Beiträge auf dem Gebiet der Kinder- und Familienpsychologie bekannt war. Im Laufe ihrer Karriere studierte sie Entwicklungspsychologie, insbesondere Geschlechtsunterschiede, Geschlechterentwicklung, Geschlechterdifferenzierung, Eltern-Kind-Beziehungen, Kindesentwicklung und soziale Entwicklung aus Kindersicht.
Maccoby erwarb ihren Doktortitel an der University of Michigan, wo sie unter B. F. Skinner arbeitete. Sie setzte ihre Psychologiekarriere an der Stanford University fort, wo sie als Professorin, Mitglied und Vorsitzende der Psychologieabteilung verschiedene Forschungen durchführte. Ihre Forschung führte zu mehreren Veröffentlichungen, wobei ihr Buch The Development of Sex Differences am bekanntesten ist. Für ihre Arbeit wurde Maccoby mehrfach ausgezeichnet. Die American Psychological Association (APA) listete Maccoby als Nummer 70 von 100 der bedeutendsten Psychologen des 20. Jahrhunderts auf.

## Leben und Wirken
Maccoby wurde am 15. Mai 1917 als Tochter von Eugene Emmons und Viva May (Johnson) Emmons geboren. Sie war das zweitälteste von vier Geschwistern. Ihre Mutter war Sängerin und Musikerin und ihr Vater besaß ein kleines Unternehmen. Ihre familiären Überzeugungen und ihre Lebensweise waren für diesen Zeitraum ungewöhnlich: Sie waren Vegetarier, interessiert an östlichem Denken und religiösen Lehren, die Reinkarnation, Astrologie und okkulte Phänomene umfassten.
Bis 1934 verbrachte Maccoby ihre Kindheit in Tacoma (Washington), bis sie nach Portland (Oregon) zog, wo sie am Reed College zwei Jahre lang Verhaltenspsychologie studierte. Nach diesen zwei Jahren zog sie nach Seattle (Washington) und wechselte an die University of Washington, wo sie 1939 ihren B.A. erhielt. Dort traf sie ihren Mann Nathan Maccoby, den sie 1938 heiratete.
Während ihres Studiums an der University of Washington studierte sie Psychologie bei Edwin Guthrie. Dabei war Maccoby fasziniert von seiner kontiguitätsbasierten Stimulus-Reaktionslerntheorie. Das Ende des Zweiten Weltkriegs führte zu Fortschritten in der medizinischen Forschung und einem neuen Verständnis der Bedeutung von psychischer Gesundheit und Entwicklungspsychologie. Eleanor E. Maccoby begann ihre Karriere in der Kinderentwicklung nach dem Zweiten Weltkrieg mit einer Arbeit in Boston.
1940 folgte sie ihrem Mann Nathan Maccoby nach Washington, D.C., wo er einen Job bei der US Civil Service Commission hatte. Sie blieben bis 1947 in Washington, D.C. und zogen dann nach Michigan. 1949 erwarb Maccoby ihren M.A. an der University of Michigan. Maccoby erhielt die Möglichkeit, mit B. F. Skinner zusammenzuarbeiten. Maccoby hatte alle Voraussetzungen für ihre Doktorarbeit erfüllt, mit Ausnahme der Dissertation. B. F. Skinner überließ Maccoby die Nutzung von automatisierten Datenerfassungsgeräte in seinem Labor an der Harvard University. Anschließend schloss sie ihre Dissertation über eine operante Bedingungsstudie an Tauben ab. Im Jahr 1950 promovierte Maccoby an der University of Michigan.
Ihre Dissertation an der Harvard University eröffnete Maccoby viele Karriere- und Forschungsmöglichkeiten. Maccoby war von 1950 bis 1957 Professor und Forscher an der Harvard University. Maccobys bekannteste Forschung während seines Studiums an der Harvard University war eine Forschungsstudie, die zu dem Buch Patterns of Child-Rearing führte. Mit Robert R. Sears arbeitete sie an einer Studie über Sozialisationspraktiken und deren Beziehung zur Persönlichkeitsentwicklung bei Kleinkindern.
Eleanor und Nathan adoptierten drei Kinder: 1952 Janice Maccoby, vier Jahre später Sarah Maccoby und kurz danach Mark Maccoby. Das Familienleben war Eleanor Maccoby wichtig, wichtiger als es für ihren Mann war, also übernahm sie den größten Teil der unbezahlten Arbeit der Familie, arbeitete in ihrer bezahlten Beschäftigung Teilzeit, verschob alles für fünf bis sechs Jahre während dieser Zeit, damit sie mehr Zeit mit ihren Kindern verbringen konnte.
1958 wurde Maccoby eine Stelle an der Stanford University angeboten, wo sie Kinderpsychologie lehrte. Sie betrachtete sich selbst als Feministin, und an der Stanford University traf sie Carol Nagy Jacklin, die in der feministischen Bewegung für Frontprobleme involviert war, die durch den Vietnamkrieg auftauchten. Dies führte zu Forschungen über Unterschiede und Ähnlichkeiten bei Jungen und Mädchen, die bald zu dem führten, wofür Maccoby berühmt wurde. 1974 veröffentlichten Maccoby und Jacklin ihre Forschungen über Geschlechtsunterschiede. 1980 begann Maccoby eine groß angelegte Längsschnittstudie zur Bewertung der Eltern-Kind-Beziehungen vor, während und nach der Scheidung der Eltern. Andere Arbeiten, die Maccoby an der Stanford University absolvierte, bestanden darin, ein einjähriges Fakultätsseminar über Geschlechtsunterschiede zu organisieren und das Buch herauszugeben, das aus diesem Seminar hervorging. Maccoby war auch an einem sozialwissenschaftlichen Forschungsrat beteiligt, der sich auf die Sozialisation konzentrierte. Sie war eine der ersten, die Geschlechterdifferenzen untersuchten. Maccoby konzentrierte sich auf die Grundlagenforschung zur Entstehung der Geschlechtsdifferenz in der Kindheit und beschäftigte sich damit, ab wann der Geschlechtsunterschied im Lebensentwurf erkennbar wird, in welchen Formen er sich äußert, und wie er das spätere Verhältnis der Geschlechter mitgestaltet.
1992 starb Eleanors Mann Nathan im Alter von 80 Jahren an einem Herzinfarkt. Sie waren 54 Jahre verheiratet und hatten fünf Enkelkinder. Sie wurde im Mai 2017 100 Jahre alt und starb am 11. Dezember 2018 im Alter von 101 Jahren an einer Lungenentzündung in Palo Alto.

## Auszeichnungen
Im Laufe ihrer Karriere wurde Maccoby für ihre Arbeit in der Psychologie ausgezeichnet. Von 1971 bis 1972 war sie Präsidentin der Abteilung 7 der American Psychological Association (APA). Von 1973 bis 1976 war sie Vorsitzende der Psychologieabteilung in Stanford als erste Frau überhaupt.
Von 1974 bis 1975 war sie Präsidentin der Western Psychological Association. Von 1981 bis 1983 wurde sie dann zur Präsidentin der Society for Research in Child Development gewählt. Sie erhielt zahlreiche renommierte Auszeichnungen. So wurde sie 1974 in die American Academy of Arts and Sciences gewählt, 1993 in die National Academy of Sciences.

## Der Maccoby-Award
Der Eleanor Maccoby Book Award in Developmental Psychology, oft kurz Maccoby Award genannt, geht an einen Autor, dessen Buch einen tiefgreifenden Einfluss auf die Psychologie und psychologische Forschung hat. Die APA, die die Auswahl des Preisträgers koordiniert, sucht
- „die Förderung der Forschung auf dem Gebiet der Entwicklungspsychologie;
- die Förderung der Entwicklung von Forschern durch die Bereitstellung von Informationen über Bildungsmöglichkeiten und die Anerkennung herausragender Beiträge zu diesem Fachgebiet;
- die Erleichterung des Austauschs wissenschaftlicher Informationen über die Entwicklungspsychologie durch Veröffentlichungen wie den Newsletter der Abteilung und durch nationale und internationale Treffen;
- und/oder die Förderung hoher Standards für die Anwendung wissenschaftlicher Erkenntnisse über die menschliche Entwicklung auf öffentliche Angelegenheiten.“

Obwohl diese Auszeichnung nach Eleanor Maccoby benannt wurde, war sie nicht die erste Empfängerin. Die ersten Ausgezeichneten waren Harold Fishbein und Lois Bloom 1996, gefolgt von Jerome Bruner 1998 und Gilbert Gottlieb 1999. Nachdem diese vier Autoren geehrt wurden, erhielt Maccoby im Jahr 2000 schließlich den Preis.

## Publikationen
Maccoby veröffentlichte über 100 Fachbeiträge und insgesamt 12 Bücher, darunter:
- The effect of preparatory set on selective listening : developmental trends, Chicago: University of Chicago Press for the Society for Research in Child Development, 1967.
- Experiments in primary education : aspects of project follow-through, mit Miriam Zellner, New York: Harcourt Brace Jovanovich, 1970.
- Mother-attachment and stranger-reactions in the third year of life, mit S. Shirley Feldman, Chicago: University of Chicago Press, 1972.
- Dividing the child : social and legal dilemnas of custody, Robert H. Mnookin mit Charlene E. Depner und Elizabeth Peters, Cambridge: Harvard University Press.
- The psychology of sex differences, mit Carol Nagy Jacklin, Stanford: Stanford University Press, 1974.
- mit John A. Martin: Socialization in the context of the family. Parent-child interaction. In: P. H. Mussen, E. M. Hetherton (Hrsg.): Handbook of child psychology. 4. Auflage. 4 (Socialization, personality, and social development). Wiley, New York 1983.